# Alexander Hurd
Alexander Hurd (n. 21 iulie 1910, Montréal, provincia Québec, Canada – d. 28 mai 1982, Tampa, Florida, SUA) a fost un patinator de viteză ce a reprezentat Canada, medaliat olimpic. A participat la o ediție a Jocurilor Olimpice (1932) în care a câștigat o medalie de aur și o medalie de argint.